# London Breed

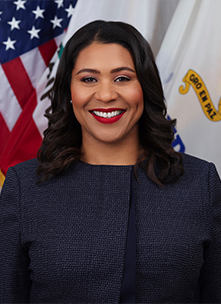
London Breed (2019)

London Breed (* 11. August 1974 in San Francisco, Kalifornien) ist eine US-amerikanische Politikerin (Demokratische Partei) und war 45. Bürgermeisterin der Stadt und des Countys San Francisco im US-Bundesstaat Kalifornien. Sie war nach Dianne Feinstein die zweite Frau und die erste afroamerikanische Frau im Bürgermeisteramt der Stadt.

## Leben
London Breed wuchs bei ihrer Großmutter Cornelia Brown im damals prekären Wohnviertel Western Addition in San Francisco in ärmlichen Verhältnissen auf.
Ihre jüngere Schwester starb im Jahr 2006 an einer Drogen-Überdosis. Ihr Bruder Napoleon Brown wurde wegen Totschlags und bewaffneten Überfalls zu 44 Jahren Gefängnis verurteilt.
Sie schloss die Galileo High School mit Auszeichnung ab und erwarb 1997 an der University of California, Davis, einen Bachelor-Abschluss in Politikwissenschaft und Öffentlicher Verwaltung mit dem Nebenfach Afro-Amerikanistik. An der University of San Francisco erwarb sie den Master-Abschluss im Fach Öffentliche Verwaltung.

## Berufliche und politische Tätigkeit
London Breed war über zehn Jahre als Geschäftsführerin des American Art & Culture Complexes im Western Addition Viertel tätig. Im Jahr 2012 wurde sie in das Board of Supervisors des San Francisco County und 2015 zu dessen Präsidentin gewählt. In dieser Funktion war sie die Nachfolgerin für das Bürgermeisteramt, als der damalige Bürgermeister Ed Lee im Dezember 2017 plötzlich verstarb. Nach etwas über einem Monat wurde sie vom Board of Supervisors ersetzt, da befürchtet wurde, ihr Amt könne ihr einen Vorteil bei der Wahl verschaffen. Im Juni 2018 gewann sie die Wahl zur Bürgermeisterin für den Zeitraum der restlichen vorgesehenen Amtszeit Lees bis 2020. Im November 2019 wurde sie im Amt bestätigt
.
Im November 2024 verlor sie ihr Amt an Daniel Lurie. 
London Breed engagiert sich nach eigenen Angaben vor allem in den Politikfeldern Verbesserung der Wohnverhältnisse in der Stadt, Umwelt, öffentliche Sicherheit, Verkehr und Lebensqualität.